# Валдзе (Палатинат)
Валдзе (њем. Waldsee) општина је у њемачкој савезној држави Рајна-Палатинат. Једно је од 25 општинских средишта округа Рајна-Палатинат. Према процјени из 2010. у општини је живјело 5.331 становника. Посједује регионалну шифру (AGS) 7338026.

## Географски и демографски подаци
Валдзе се налази у савезној држави Рајна-Палатинат у округу Рајна-Палатинат. Општина се налази на надморској висини од 99 метара. Површина општине износи 12,9 km². У самом мјесту је, према процјени из 2010. године, живјело 5.331 становника. Просјечна густина становништва износи 412 становника/km².

## Међународна сарадња
| Мјесто | Држава    | Врста сарадње | Од    |
| ------ | --------- | ------------- | ----- |
|        | Француска | партнерство   | 1974. |
| Извор  |           |               |       |